# Khu bảo tồn thiên nhiên Srebarna
Khu bảo tồn thiên nhiên Srebarna (Природен резерват Сребърна, Priroden rezervat Srebarna) là khu bảo tồn nằm ở phía đông bắc Bulgaria (Nam Dobruja), gần ngôi làng cùng tên, nằm cách thị trấn Silistra 18 km về phía tây và cách sông Danube 2 km về phía nam. Nó bao gồm hồ Srebarna và môi trường xung quanh, và nằm trên con đường La Mã cổ đại Via Pontica, đồng thời cũng nằm trên tuyến đường của nhiều loài chim di trú giữa châu Âu và châu Phi.
Khu bảo tồn Srebarna có diện tích 6 km² và một vùng đệm có diện tích 5.4 km². Độ sâu của hồ từ 1-3 mét. Trong khu bảo tồn cũng có một nhà bảo tàng, nơi có một bộ sưu tập xác nhồi các loài động vật đặc trưng của khu bảo tồn.

## Lịch sử
Trước kia đã có nhiều nhà sinh học nước ngoài nghiên cứu hồ Srebarna nhiều lần. Nhà khoa học Bulgaria đầu tiên quan tâm tới khu vực này là Aleksi Petrov, ông ta đã tới thăm khu vực này năm 1911. Năm 1913, toàn vùng Nam Dobrudja bị sáp nhập vào România, nhưng được trả lại cho Bulgaria năm 1940, và Alexksi Petrov lại tới khảo sát tập đoàn chim làm tổ tại khu này.
Khu vực này được công nhận là khu bảo tồn thiên nhiên năm 1948 và là khu thuộc Công ước Ramsar từ năm 1975. Năm 1983 Khu bảo tồn thiên nhiên Srebarna đã được UNESCO đưa vào danh sách Di sản thế giới trong khóa họp thứ 7.

## Truyền thuyết về tên hồ
Có khá nhiều truyền thuyết về nguồn gốc tên hồ Srebarna. Một trong số đó là truyền thuyết có 1 hãn tên Srebrist, bị tử trận gần hồ khi dấn thân chiến đấu không cân sức với các người Pechenegs (bộ tộc bán du mục Thổ Nhĩ Kỳ). Truyền thuyết thứ hai cho rằng tên hồ là do 1 thuyền đầy (kim loại) bạc (tiếng Bulgaria là srebro) chìm dọc theo bờ hồ. Theo thuyết thứ ba - được coi là hợp lý hơn cả - thì sở dĩ hồ mang tên này là do ánh màu bạc phản chiếu từ mặt nước hồ khi có ánh trăng sáng. 

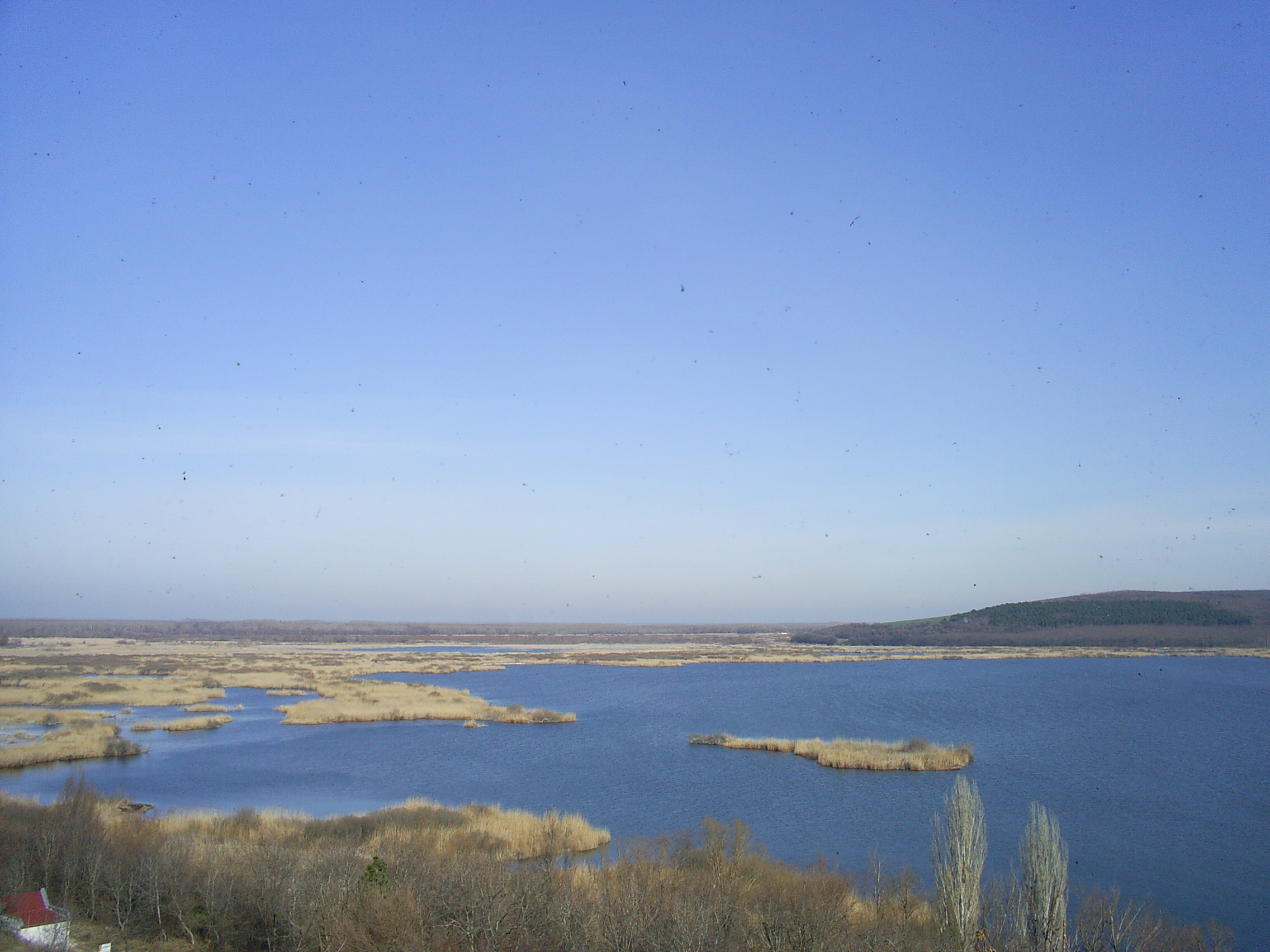
Khu bảo tồn thiên nhiên Srebarna

## Động thực vật

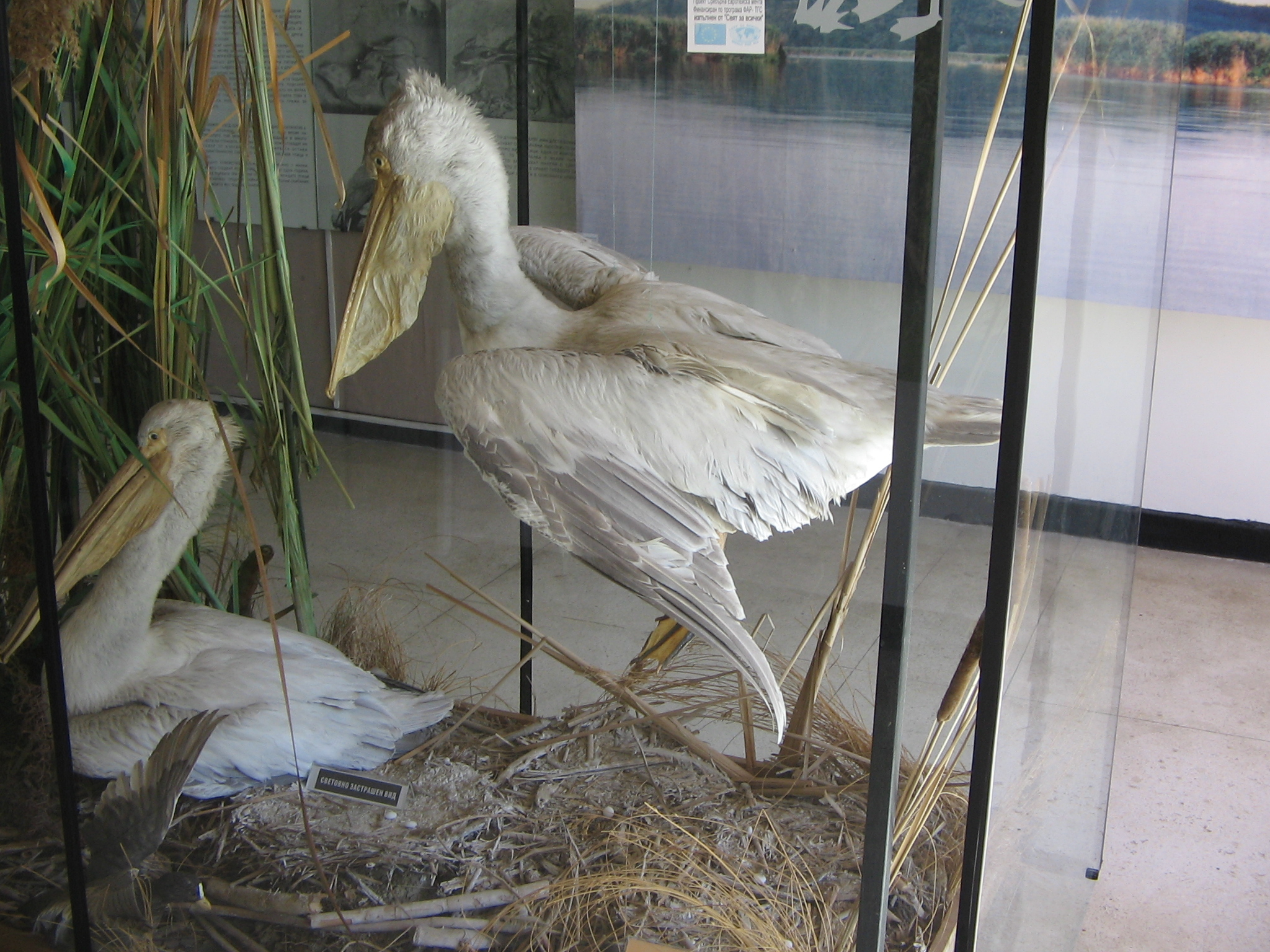
(Xác nhồi) bồ nông trong nhà bảo tàng

Hồ Srebarna có nhiều loài thực vật sống dưới nước, như sậy (Phragmites) sống chung quanh và trong lòng hồ. Khu bảo tồn này có khoảng 139 loài thực vật, trong đó 11 loài có nguy cơ bị tuyệt chủng.
Khu bảo tồn này có 1 hệ động vật khá đa dạng gồm 39 loài có vú, 21 loài bò sát và lưỡng cư, 10 loài cá và nổi tiếng nhất với 179 loài chim làm tổ trong ranh giới của nó. Đáng chú ý gồm Bồ nông Dalmatia, Thiên nga trắng, Ngỗng xám, Ưng đầm lầy, Oanh cổ xanh, Diệc và Cốc

## Vinh dự
Tên Srebarna đã được đặt cho Sông băng Srebarna trên đảo Livingsto thuộc quần đảo Nam Shetland, ở châu Nam Cực.